# 你以为你是谁
《你以为你是谁？》（英語：Who Do You Think You Are?）是英国BBC获奖的紀录片系列节目，开播于2004年，制作公司名叫wall to wall。节目把名人们带上一个自我发现的旅程，当他们发掘自己家谱时会发现令人吃惊的、鼓舞人心的、甚至常常与英国历史上的重要事件相关联的故事。在每期节目中，一位名人将会探访自己的家属、国家档案馆、先祖的居住地、火葬场、人口普查档案馆等十几个地方，追寻自己家庭的过去。每个节目的拍摄周期长达数月，搜索家族历史的脚步遍及全球，似乎节目制作组不计成本的要拍摄记录一位名人前辈的足迹。先期的节目设置中有主持人角色，前后进行串场。后来节目改版为去掉专职的主持人，由被拍摄的名人兼任主持人的角色。这个节目模式已被美国、爱尔兰、澳大利亚、南非等国家采用。该节目于2010年获得英国BAFTA最佳真实紀录片电视大奖。

## 节目特色
这个节目的看点之一是记录名人的家族历史，有明显的名人效应，比如第七季中分别记录了菲奥纳·布鲁斯、罗尼·布雷姆纳、瑞克·斯坦因等娱乐界名人追寻先辈历史真实的过程。选择名人有两大好处，一是他们的家族历史对普通人有吸引力，二是选择二三线的娱乐明星拍摄起来难度不大，该节目中没有主持人串场，主持人的角色实际上就是被拍摄的名人来承担了，有过表演经历和训练的人才能胜任这个任务.
节目记录探索名人家族历史的经过是不计代价的，一般一期节目都要拍摄12个左右的地方，有英国本土以外的很多地方，探寻家史的过程颇费周折，充满悬疑，具有故事性和解密性，扣人心弦，节目在层层展开记录名人家族历史的过程中，介绍了很多具体的历史细节，普及了历史知识，使得抽象的历史因为附加了名人前辈的个人故事而更加具体亲切。
一般而言，节目组会从以下几个线索来展开调查和探寻：通过访问名人的亲属获得先辈的有关线索；调阅军队医疗记录；被调查者的出生证明，上面会记录有父母的结婚地点，父亲的职业，母亲的娘家姓名等主要信息；安葬记录；商业信件；户籍记录；殖民地死亡记录，当时英国在全球有很多殖民地，许多英国人被派往殖民地工作，有的客死他乡了；公司记录；火葬场记录；死亡记录；目击者记录；家族档案（族谱）；拜访祖宅；到火葬场找线索；工业日志；地方日志；地方有关专家；地方旅游资讯；医学专家；军队记录；讣告；报纸；个人信件，日记，教育记录等；遗嘱。
该节目的官方网站详细地列举了如何探寻先祖历史的途径，提示那些对自己先祖感兴趣的普通人可以通过上述的方法去找到答案。节目的制作也是按照上述列举的途径，根据不同参与节目的名人先祖的背景情况，会选择10个到15个地方或相关人员去实地拍摄、采访、调查。节目组有意识地选择那些人生经历离奇、曲折、有故事看点的人物进行记录。节目制作要求严谨，Michael Parkinson（英国最著名的脱口秀节目主持人兼作家）指出，节目组曾经拍摄他的先人达六个星期之久，后来发现故事不好玩儿，节目组做出了放弃的决定。
具体到节目模式，该节目没有明显的结构特征，与常规的记录片区别不大，独特之处是名人的介入为该节目增加了一点真人秀的成分，可以被看做是真人秀加纪录片的模式。
节目的拍摄制作非常讲究，可以看出每场都配有专业的灯光，经常是双机或者多机同时拍摄。剪辑讲究技巧，注意多景别的穿插使用；音乐的使用恰到好处，使得比较闷的记录历史的过程变得紧张、明快，有悬念。
该节目开创了三个奇迹：200万的网站点击率；三本有关的畅销书；开发了受观众欢迎的寻亲软件。

## 节目在中国的本土化情况
该节目的核心内容——寻根的元素被国内多家省级卫视频道借鉴运用，2011年1月3日湖南卫视推出《非常靠谱》；2012年初，河南卫视推出《知根知底》；南京电视台制作了《摆谱》。